# New London (Misuri)
New London es una ciudad ubicada en el condado de Ralls en el estado estadounidense de Misuri. En el Censo de 2010 tenía una población de 974 habitantes y una densidad poblacional de 539,55 personas por km².

## Geografía
New London se encuentra ubicada en las coordenadas 39°35′3″N 91°23′56″O / 39.58417, -91.39889. Según la Oficina del Censo de los Estados Unidos, New London tiene una superficie total de 1.81 km², de la cual 1.8 km² corresponden a tierra firme y (0.43%) 0.01 km² es agua.

## Demografía
Según el censo de 2010, había 974 personas residiendo en New London. La densidad de población era de 539,55 hab./km². De los 974 habitantes, New London estaba compuesto por el 91.48% blancos, el 6.37% eran afroamericanos, el 0.1% eran amerindios, el 0.21% eran asiáticos, el 0% eran isleños del Pacífico, el 0% eran de otras razas y el 1.85% pertenecían a dos o más razas. Del total de la población el 0.82% eran hispanos o latinos de cualquier raza.